# Paralysie par morsure de tique
 Mise en garde médicale
La paralysie par morsure de tique,, ou paralysie due aux tiques, est la seule maladie transmise par les tiques qui ne soit de cause infectieuse : la maladie est causée, en Amérique du Nord et en Australie, par une neurotoxine produite dans la glande salivaire de la tique. Après une fixation prolongée, la tique engorgée transmet la toxine à son hôte. L'incidence de la paralysie due aux tiques est inconnue. Les sujets atteints peuvent souffrir d'une détresse respiratoire grave (semblable à l'anaphylaxie). 

## Descriptions historiques
Le premier signalement de paralysie par piqûre de tique est probablement dû aux explorateurs australiens Hamilton Hume et William Hovell qui, lors de leur voyage entre le lac George (Canberra) et Port Phillip (Victoria), en 1824, ont décrit des tiques qui « s'incrustaient dans la chair et anéantissaient hommes et bêtes si elles n'étaient pas retirées. »[réf. souhaitée] 
Au milieu du XIXe siècle, divers auteurs, en Australie, en Afrique du Sud et en Amérique du Nord, décrivirent une « paralysie ascendante aiguë causée par les morsures de certaines tiques » chez les chiens, les moutons et les veaux ; mais ce fut Bancroft en 1884 qui attribua pour la première fois la mort de certains chiens aux sécrétions salivaires de tiques qui les avaient mordus.
Presque simultanément en 1912, Cleland en Australie, Todd en Colombie-Britannique, et Temple en Oregon et en Idaho ont signalé divers cas de paralysie et de décès par morsure de tique chez l'homme, signalés au cours des années précédentes, principalement chez des enfants.

## Signes et symptômes
La paralysie par piqûre de tique résulte de l'injection d'une toxine par les glandes salivaires des tiques au cours d'un repas de sang. La toxine provoque des symptômes en 2 à 7 jours, en commençant par une faiblesse des deux jambes qui se transforme en paralysie. La paralysie monte au tronc, aux bras et à la tête en quelques heures et peut entraîner une insuffisance respiratoire et la mort. La maladie peut présenter une ataxie aiguë sans faiblesse musculaire. 
Les patients peuvent signaler des troubles sensoriels mineurs, tels que des engourdissements locaux, mais les signes constitutionnels sont généralement absents. Les réflexes tendineux profonds sont généralement diminués ou absents, une ophtalmoplégie et une paralysie bulbaire peuvent survenir. 
Les études électromyographiques (EMG) montrent généralement une réduction variable de l'amplitude des potentiels d'action musculaire combinés, mais aucune anomalie dans les études de stimulation nerveuse répétitive. Celles-ci semblent résulter d'une défaillance de la libération d'acétylcholine au niveau du nerf moteur. Il peut y avoir des anomalies subtiles de la vitesse de conduction du nerf moteur et des potentiels d'action sensoriels.

## Pathogenèse
On pense que la paralysie des tiques serait due à des toxines présentes dans la salive de la tique qui pénètrent dans la circulation sanguine pendant que la tique se nourrit. Les deux tiques les plus fréquemment associées à la paralysie des tiques en Amérique du Nord sont la tique des bois des montagnes Rocheuses (Dermacentor andersoni (en)) et la tique américaine des chiens (Dermacentor variabilis (en)) ; cependant 43 espèces de tique ont été impliquées dans des maladies humaines dans le monde. La plupart des cas de paralysie par piqûre de tique en Amérique du Nord se produisent d'avril à juin, lorsque les tiques Dermacentor adultes émergent de l'hibernation et cherchent activement des hôtes. En Australie, la paralysie due aux tiques est causée par la tique Ixodes holocyclus. Avant 1989, 20 cas mortels ont été signalés en Australie.
Aux États-Unis, la paralysie par piqûre de tique concerne également les animaux domestiques et le bétail ; les cas humains sont rares et surviennent généralement chez des enfants de moins de 10 ans.
En Europe les cas sont sporadiques, en Afrique les cas enregistrés de paralysie par piqûre de tique ne concernent que les animaux.
La paralysie des tiques survient lorsqu'une tique femelle engorgée et gravide (chargée d'œufs) produit une neurotoxine dans ses glandes salivaires et la transmet à son hôte pendant son alimentation. Des expériences ont montré que la plus grande quantité de toxine est produite entre le cinquième et le septième jour d’attachement (ce qui déclenche ou accentue souvent la gravité des symptômes), bien que le calendrier puisse varier selon l’espèce de tique.
À la différence de la maladie de Lyme, de l'ehrlichiose et de la babésiose, qui sont causées par la prolifération systémique et l’expansion des parasites dans leurs hôtes longtemps après le départ de la tique incriminée, la paralysie des tiques est induite chimiquement par la tique et ne persiste donc habituellement qu’en sa présence. Une fois la tique enlevée, les symptômes s'atténuent généralement rapidement. Cependant, dans certains cas, une paralysie profonde peut se développer et même s'avérer fatale avant que quiconque ne prenne conscience de la présence d'une tique.

## Diagnostic
Le diagnostic repose sur les symptômes décrits et sur la découverte d'une tique incrustée, généralement sur le cuir chevelu. 
En l'absence de tique repérée, le syndrome de Guillain-Barré fait partie des diagnostics différentiels. Les signes précoces de l'empoisonnement par une tique peuvent être un changement de ton dans les cris du bétail, une faiblesse du train arrière ou des vomissements. 

## Traitement
L'extraction de la tique en cause entraîne généralement la résolution des symptômes en quelques heures à quelques jours. Si la tique n'est pas retirée, la toxine peut être fatale, avec des taux de mortalité déclarés de 10 à 12 pour cent, habituellement en raison de la paralysie respiratoire. La meilleure façon de retirer la tique est de la saisir le plus près possible de la peau de l'hôte et de la tirer de manière ferme et constante. La toxine se trouvant dans les glandes salivaires de la tique, il faut prendre soin de l'éliminer entièrement (y compris la tête), sans quoi des symptômes pourraient persister. 
Il est important de noter que, contrairement à la toxine d'autres espèces de tiques, la toxine d'Ixodes holocyclus (paralysie par piqûre de tique australienne) peut toujours être mortelle, même si la tique est retirée. 
L'alimentation et l'hydratation orale peuvent aggraver l'atteinte d'un animal, car la toxine peut empêcher l'animal d'avaler correctement. Si vous trouvez une tique sur votre animal, retirez-le immédiatement et faites appel à un vétérinaire si l'animal présente des signes de maladie. La tique peut être placée dans un sachet en plastique bien fermé et apportée chez un vétérinaire pour identification,.

## Prévention
Aucun vaccin n'existe pour l'être humain contre les maladies liées aux morsures de tique, excepté contre l'encéphalite à tique. Ainsi chacun doit prendre ses précautions en entrant dans une zone infestée de tiques, particulièrement au cours du printemps et de l'été. Les mesures préventives sont notamment d'éviter les sentiers envahis de végétation dense, de porter des vêtements de couleur claire permettant de repérer plus facilement les tiques, de porter des pantalons longs et des chaussures fermées. Les répulsifs contre les tiques contenant du DEET (N,N-diéthyl-m-toluamide) ne sont que marginalement efficaces, ils peuvent être appliqués sur la peau ou les vêtements. Rares sont les personnes qui utilisent des produits à base de DEET et en éprouvent des réactions sévères. Les jeunes enfants peuvent être particulièrement vulnérables à ces effets indésirables. La perméthrine, utilisée uniquement en application sur les vêtements,   est beaucoup plus efficace pour éviter les morsures de tiques. La perméthrine n'est pas un répulsif mais plutôt un insecticide, sous son action les tiques se pelotonnent, se recroquevillent et tombent des vêtements protecteurs. 

## Recherche
Bien que plusieurs tentatives aient été faites pour isoler et identifier la neurotoxine depuis le premier isolement en 1966, la structure exacte de la toxine n'a toujours pas été publiée. La fraction protéique 40-80 kDa contient la toxine.
La structure et le gène de la neurotoxine, du moins pour les espèces de tiques Ixodes holocyclus, ont été identifiés depuis et sont appelés des holycyclotoxines dénomination d'après le nom de l'espèce. Au moins trois éléments (HT-1, HT-3 et HT-12) déclenchent une paralysie par inhibition présynaptique de la libération de neurotransmetteur via un mécanisme dépendant du calcium, entraînant une réduction du contenu vésiculaire et une perte transmission synaptique neuromusculaire efficace.

## Culture populaire
Dans la série télévisée Hart of Dixie, saison 1, épisode 2, la paralysie due aux tiques est diagnostiquée chez un patient qui chassait le chevreuil. 
Dans la série américaine des années 1970 Emergency!, saison 5, épisode 4 Equipment (diffusé pour la première fois le 4 octobre 1975), le Dr Joe Early diagnostique une paralysie due aux tiques chez un jeune garçon qui est tombé d'un arbre, après avoir éliminé la polio comme cause.
Dans la série télévisée Dr House, saison 2, épisode 16 Protection reprochée, le Dr House diagnostique une paralysie par piqûre de tique chez une patiente immunodéprimée (rôle joué par Michelle Trachtenberg).
Dans la série télévisée Remedy, saison 1, épisode 7 Demain, l’herbe verte, Rebecca reçoit le diagnostic de paralysie due aux tiques.
Dans la série télévisée Royal Pains, saison 1, épisode 3, intitulée « Planification stratégique », le fils d’un sénateur américain se voit diagnostiqué et soigné pour une paralysie liée à la piqûre d'une tique. 
Dans l’émission télévisée Chicago Med, saison 3, épisode 5 Des Hauts et des bas, une jeune fille de retour d’Australie souffrant de paralysie progressive reçoit un diagnostic de paralysie par piqûre de tique.